# Botanophila discreta
Botanophila discreta är en tvåvingeart som först beskrevs av Johann Wilhelm Meigen 1826.  Botanophila discreta ingår i släktet Botanophila, och familjen blomsterflugor. Arten är reproducerande i Sverige.